# 南薩拉茹鄉
南薩拉茹鄉（波斯語：‎），是伊朗東亞塞拜然省馬拉蓋縣萨拉茹區的一個鄉。2006年人口普查顯示南薩拉茹鄉人口为2,961人，分布於596个家庭。南薩拉茹鄉辖有15个村。